# Битва при Верхнем Бетисе
Битва при Верхнем Бетисе — два сражения в ходе второй Пунической войны между тремя карфагенскими и двумя римскими армиями, закончившиеся решительной победой карфагенян.

## Предыстория
Война в Испании началась ещё в 218 году до н. э., когда консул Публий Корнелий Сципион предусмотрительно отправил часть войска во главе со своим братом Гнеем в Испанию. Гней Сципион победил в битве при Циссисе карфагенский отряд под командованием Ганнона. В 217 году до н. э. к Гнею прибыл и его брат Публий. Они двинулись к Сагунту и забрали находившихся там заложников. Весной 216 года до н. э. к Гасдрубалу, брату Ганнибала и командующему в Испании, прибыли подкрепления — 4 тысячи пехотинцев и 500 всадников, с которыми он сумел подавить восстание тартессийцев. Впрочем, есть предположение, что это были не тартессийцы, а турдетаны. Гасдрубал получил приказ двигаться в Италию на помощь Ганнибалу, а на его место назначили Гимилькона с собственным войском и флотом. Публий и Гней Сципионы нанесли поражение Гасдрубалу в битве при Дертосе в начале 215 года до н. э. Гасдрубал был вынужден отступить.
Дела карфагенян в Иберии с 215 по 212 годы до н. э. шли всё хуже и хуже. Тит Ливий писал, что карфагеняне два раза (в 215 и 214 гг. до н. э.) пытались отбить город Илитургис. Обе попытки были безуспешными и сопровождались большими потерями. Учёные предполагают, что на самом деле был только один штурм Илитургиса. В 214 г. до н. э. римлянам покорился город Кастулон. Возможно, в том же году римляне отбили Сагунт. В конце 212 г. до н. э. в Испанию был послан Гасдрубал, сын Гискона, с войском, которое было объединено с армией Магона Баркида.
Сципионы решили разделить свою армию на две части. Две трети под командованием Публия должны выступать против Магона и Гасдрубала, сына Гискона, ещё одна треть под командованием Гнея — против Гасдрубала.

## Кампания
В начале 211 г. до н. э. Публий Корнелий Сципион выступил в поход. Скорее всего, он двинулся к югу и дошёл до Кастулона, где на него напал отряд нумидийской конницы под командованием 25-летнего нумидийского царевича Массиниссы. Публий, видя, что его окружают, и зная, что к нумидийцам на подмогу движется Индибилис с 7500 иберийцев, решил прорываться. Во время прорыва он погиб, пронзённый копьём.
Когда Гней шёл против Гасдрубала, его покинули союзники-кельтиберы. Его преследовала нумидийская конница и объединённая армия Гасдрубала, Магона и Гасдрубала, сына Гискона. В конце концов они окружили римлян и разгромили их. Согласно Плинию Старшему, Гней погиб в Илорции. Возможно, это современное поселение Лорки к северу от Мурсии.

## Последствия
Оставшиеся в живых римские солдаты были вынуждены отступить за Эбро. Они избрали командующим Луция Марция Септима, который воодушевил солдат и уговорил их совершить нападение на лагерь преследовавшего их Гасдрубала, сына Гискона.